# 17402 Valeryshuvalov
17402 Valeryshuvalov è un asteroide della fascia principale. Scoperto nel 1985, presenta un'orbita caratterizzata da un semiasse maggiore pari a 2,4279803 UA e da un'eccentricità di 0,1658070, inclinata di 8,92978° rispetto all'eclittica.